# C21H30O
化学式C21H30O（摩尔质量：298.470 g/mol）可能指：

## 大麻素
- JWH-056，CAS号：60856-72-6
- JWH-139，CAS号：259869-54-0
- 1-脱氧-3-(2'-甲基丁基)-Δ8-THC
  - JWH-352（2'S异构体），CAS号：873556-64-0 
  - JWH-360（2'R异构体），CAS号：873428-44-5

## 甾体
- 3-甲基-19-亚甲基雄-3,5-二烯-17β-醇（英语：3-Methyl-19-methyleneandrosta-3,5-dien-17β-ol），Pubchem CID：24896626

|  | 这个同类索引页列出了具有相同分子式的化学物（即同分異構體）条目。 除非您是有意链接至本页，否则应将相应条目的内部链接指向正确的条目。 |